# Topònims de Vilamolat de Mur
Llistat de topònims del poble de Vilamolat de Mur, pertanyent a l'antic terme municipal de Mur, actualment integrat en el de Castell de Mur, al Pallars Jussà, presents a la Viquipèdia.

## Castells
| - Torre Gasol | - Torre Ginebrell |  |  |

## Corrals
| - Corral de Sant Miquel | - Corral del Seix |  |  |

## Eres
- Era de Ferriol

## Esglésies
| - Sant Gregori de Vilamolat de Mur | - Sant Miquel |  |  |

## Masies (pel que fa als edificis)
| - Casa Ginebrell | - Casa Josep |  |  |

## Preses

### Vilamolat de Mur
- Presa de Sant Gregori

## Geografia

### Boscs
- Roureda de Josep

### Camps de conreu
| - Cantamoixons - Caps de la Vinya de Miret - Ginebrell - Vinya Gran - Bancalada de Josep - Mallols de Josep - Planta de Josep | - Planells de Josep - Vinya de Miret - Los Pous de Miret - Sort de Nadal - Ço del Nin - L'Hort Nou - Boïgues de Petit | - Vinya de Petit - Les Planes - Tros de Riu - Horts de Rius - Vinya de Rius - Els Olivers del Romeral - Hort del Romeral | - Tros de Sant Gregori - Sant Miquel - Boïga de Sant Miquel - Hort del Sastre - Los Seixos - Vinya del Serrat - La Vinyeta |

### Cavitats subterrànies
- Cova de la Quadra

### Clots
| - Clot de l'Abeller | - Clot del Ferrer | - La Quadra | - Clot del Roure |

### Collades
- Collada de Rius

### Corrents d'aigua
| - Llau del Boix - Barranc de les Borrelles - Carant de les Bruixes - Llau del Clot del Roure - Barranc de Cordillans - Carant del Duc - Llau de les Encortades | - Llau de Ferriol - Barranc de la Font de Borrell - Barranc de l'Hort Nou - Llau de Llució - Llau dels Mallols, de Vilamolat de Mur - Llau dels Mallols, de Puigverd - Llau de Nofret | - Llau del Rengat - Barranc de Rius - Barranc de la Roca Plana - Llau del Romeral - Barranc del Ruc - Carant de la Ruixent - Barranc de Salze | - Barranc de Sant Gregori - Llau de Sant Miquel - Llau de la Solana - Llau del Toll - Lo Torrentill - Llau de la Vinya del Serrat - Llau de la Vinyeta |

### Costes
| - Costes del Barranc del Ruc | - La Costa | - Costa de Mur |  |

### Diversos
| - Lo Carant del Duc - Les Encortades | - Alzina del Magí - L'Arner de Petit | - Lo Tancat Nou - Los Tarterons | - La Font Vella |

### Entitats de població
- Vilamolat de Mur

### Masies (pel que fa al territori)
| - Casa Ginebrell | - Casa Josep |  |  |

### Muntanyes
| - Tossal Gros | - Los Tossalets |  |  |

### Obagues
| - L'Obaguet, de Vilamolat de Mur | - Obac del Sastre |  |  |

### Planes
| - Planells de Josep | - Planell de Petit | - Les Planes | - Plana del Roquero |

### Pous
- Pou de Petit

### Serres
| - Serrat Rodó - Serrat de la Comassa | - Serrat del Magí - Serrat del Nenot | - Serrat del Puit - Serrat de Purredó | - Serrat de la Solana - Serrat de la Vinyeta |

### Solanes
| - Solana de Fontana - Solana de Josep | - Solana de Nadal | - Solà de la Roca | - La Solaneta |

### Vedats
| - Vedat de Petit | - Vedat de la Solana |  |  |

### Vies de comunicació
| - Camí de Casa Josep - Camí de Fórnols | - Camí de les Planes - Camí de la Sort | - Camí de Vilamolat de Mur, des de Puigverd | - Camí de les Vinyes |